# 庫爾蘭省
庫爾蘭省（俄语：Курля́ндское губерния）是俄羅斯帝國在第三次瓜分波蘭後，即1795年在庫爾蘭公國的基礎上建立的一個省。範圍包括今日拉脫維亞的西部。首府葉爾加瓦。
1915年被德國佔領，至1918年據布列斯特-立陶夫斯克條約讓予德國。